# Tóth Andi
Tóth Andi, polgári nevén Tóth Andrea (Nagyvárad, 1999. január 18. –) magyar énekesnő, dalszerző, színésznő a magyarországi X-Faktor ötödik szériájának és a Dancing with the Stars második évadának győztese, az Eurovíziós Dalfesztiválok magyarországi előválogatóinak résztvevője 2016-ban és 2017-ben. A 2023-as Sztárban sztár zsűritagja. A 2024-es és a 2025-ös X-Faktor női mentora.

## Élete

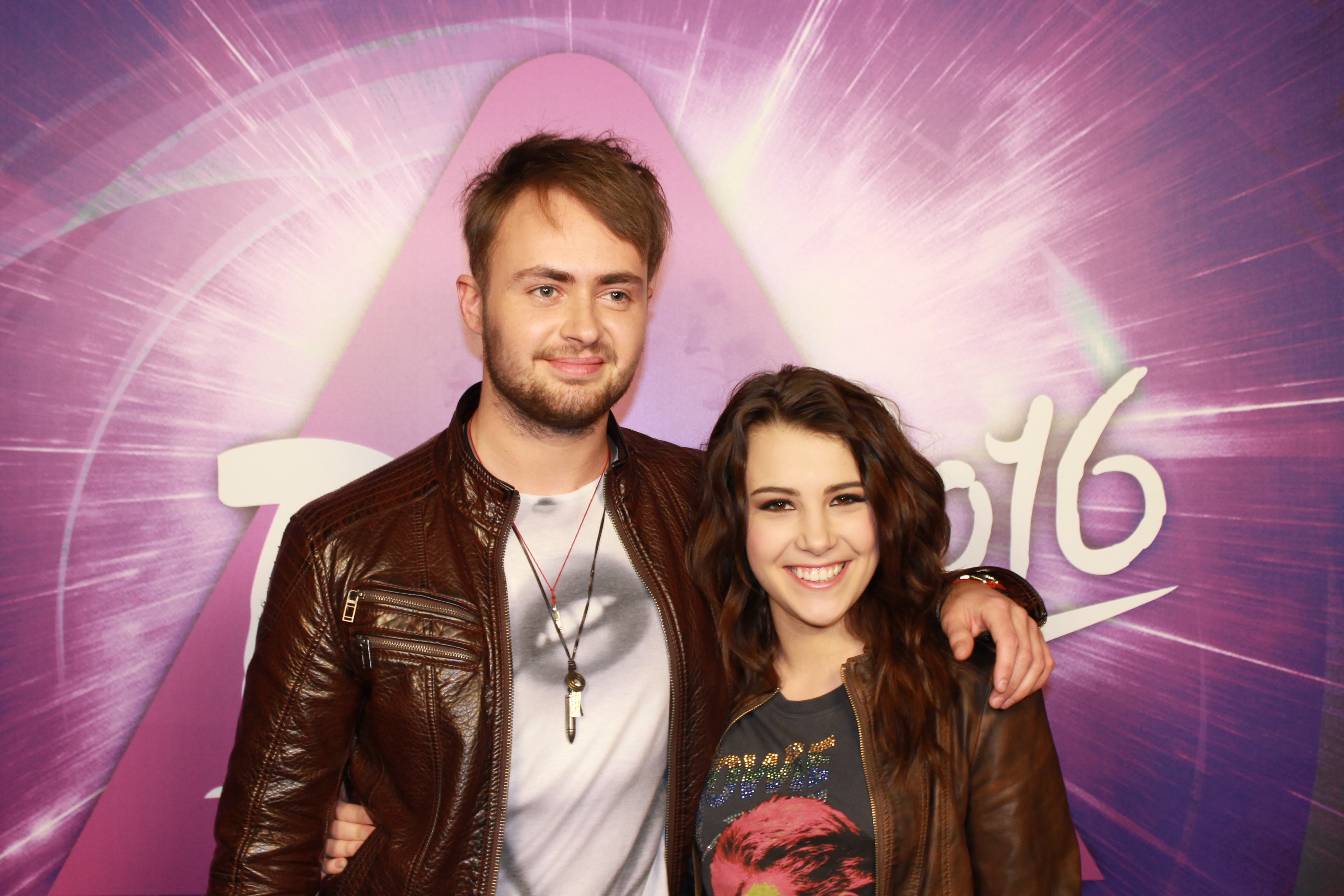
Berkes Olivér és Tóth Andi a 2016-os Eurovíziós Dalfesztivál magyarországi előválogatójának döntőjében, Budapesten, az MTVA székházában

1999. január 18-án született a romániai Nagyváradon. Gyerekkora óta szeret énekelni. Szülővárosában a Művészeti Líceumba járt középiskolába, ahol rajz szakon tanult. 13 éves korában elkezdett énektanárhoz járni. Ezután részt vett különböző énekversenyeken, és voltak kisebb fellépései. 2014-ben jelentkezett az X-Faktor ötödik szériájába, ahol párbaj nélkül a fináléba jutott, és végül meg is nyerte azt. Ezzel Tóth Andi lett a magyarországi X-Faktor történetének legfiatalabb győztese, emellett az első győztes, aki a Lányok kategóriájából került ki. A verseny során mentora Szikora Róbert volt.
2015-ben megjelent az akkor 16 éves lány első videóklipje a Legyek én!, valamint szerepet kapott a Madách Színház Nyomorultak című darabjában, majd az RTL Klub új sorozatának, a Válótársaknak az egyik fontos szerepében tért vissza a képernyőkre. A sorozatban Drenda Noémit alakította.
2016-ban Berkes Olivérrel duettel alkotva bekerültek a 2016-os Eurovíziós Dalfesztivál magyarországi előválogatójába a Seven Seas című dalukkal. 2016 tavaszán újabb dallal jelentkezett, melynek címe Itt vagyok!, ősszel pedig megjelent a Tovább című dala. 2017-ben az I've got a Fire című dalával ismét bekerült az Eurovíziós Dalfesztivál magyarországi előválogatójába.
A Madách Színházban A nyomorultak című musicalben Eponine szerepét játszotta.
Az M2 Petőfi Holnap Tali! című sorozatában is játszott. 2019-ben szerepelt a megújult Life TV karácsonyi műsorában, a Varázslatos Life Karácsonyban.
2020-ban a Sztárban sztár hetedik évadának szereplője volt, ahol a második helyen végzett.
2021-ben szerepet kapott a Mintaapák című televíziós sorozat harmadik évadában. Illetve a Dancing with the Stars második évadjának versenyzője; melyet partnerével, Andrei Mangrával végül megnyertek.
2023-ban a Sztárban sztár kilencedik évadának egyik zsűritagja.
2023 márciusában bejelentette hogy visszavonul, és nem tart több fellépést.
2024-ben és 2025-ben az X-Faktor női mentora.

## Az X-Faktorban énekelt dalok
- Legyen valami
- Let's Get Rocked
- Purple Rain
- Walk This Way
- Right Here Waiting
- The Show Must Go On
- Free Your Mind
- Jailhouse Rock
- Cabaret
- Ő még csak most 14
- Sweet Child O' Mine
- No Diggity /Shout
- Elég volt
- I Will Always Love You
- One Night Only
- Játszom
- Shake up Christmas
- Legyek én! (Győztes dal)

## Diszkográfiája

### Slágerlistás dalai
| Év                  | Dal                                 | Legmagasabb helyezés | Legmagasabb helyezés | Legmagasabb helyezés   | Legmagasabb helyezés | Legmagasabb helyezés | Legmagasabb helyezés         | Legmagasabb helyezés | Album |
| Év                  | Dal                                 | VIVA Chart           | Class 40             | Mahasz Editors’ Choice | Mahasz Rádiós Top 40 | Mahasz Dance Top 40  | MAHASZ Single (track) Top 10 | EURO 200             | Album |
| ------------------- | ----------------------------------- | -------------------- | -------------------- | ---------------------- | -------------------- | -------------------- | ---------------------------- | -------------------- | ----- |
| 2015                | Legyek én!                          |                      |                      |                        |                      |                      |                              |                      |       |
| 2016                | Seven Seas (duett Berkes Olivérrel) |                      |                      |                        |                      |                      |                              |                      |       |
| 2016                | Itt vagyok!                         |                      |                      |                        |                      |                      |                              |                      |       |
| 2016                | Tovább                              |                      |                      |                        |                      |                      |                              |                      |       |
| 2017                | I've got a Fire                     |                      |                      |                        |                      |                      |                              |                      |       |
| 2017                | Black & White                       |                      |                      |                        |                      |                      |                              |                      |       |
| 2020                | A parkban                           |                      |                      |                        |                      |                      |                              |                      |       |
| 2021                | Néztek                              |                      |                      |                        |                      |                      |                              |                      |       |
| 2023                | Trapenele                           |                      |                      |                        |                      |                      |                              |                      |       |
| 1. helyezett számok |                                     |                      |                      |                        |                      |                      |                              |                      |       |
| Top 10-be bekerült  |                                     |                      |                      |                        |                      |                      |                              |                      |       |
| Top 40-be bekerült  |                                     |                      |                      |                        |                      |                      |                              |                      |       |

## Filmográfia
- Válótársak (2016–2018)
- Holnap Tali! (2018)
- Mintaapák (2021)
- Hazatalálsz (2023)
- Szelfi Egyetem (2023)